# برطانية (فرنسا)
بَرْطَانِيَة أو بَروتانِيَة أو بروتاني هي منطقة ثقافية تقع في شمال غرب فرنسا. كانت قديمًا مملكة ثم أصبحت دوقية، ثم اتحدت مع مملكة فرنسا عام 1532م كمقاطعة. ويشار لها أحيانًا ببرطانية الصغيرة، حيث أنها تعد موطن أحد الشعوب القطلية الأم وهم البريطون.
تحتل منطقة برطانية شبه الجزيرة التي تقع في الجزء الشمالي الغربي من قارة أوروبا في شمال غرب فرنسا. ويحدها بحر المانش من الشمال وبحر السلتيك والمحيط الأطلسي من الغرب وخليج غشكونية من الجنوب. وتبلغ مساحتها 34023 كم² (13,136 ميل مربع). وتنقسم المحافظة التاريخية لبرطانية إلى خمس مقاطعات: فنستير في الغرب وكوت درمور في الشمال وإيل وفيلان في الشمال الشرقي ولوار الأطلسية في الجنوب الشرقي وموربيهان في الجنوب على خليج بسكاي.
في عام 1956م، تم إنشاء المناطق الفرنسية من خلال جمع الأقاليم بينها. وتشمل منطقة برطانية منذ ذلك الحين أربعًا من خمس مقاطعات في برطانية (80% من برطانية التاريخية) بينما تُشكل المساحة المتبقية من برطانية القديمة مقاطعة لوار الأطلسية حول نَنط جزءًا من منطقة وادي اللوار. وعادة ما يجري تنازع على هذه المنطقة الإقليمية. وتغطي المملكة ودوقية برطانية ومحافظة برطانية ومنطقة برطانية الحديثة الجزء الغربي من أرموريكا كما كانت تعرف أثناء فترة الاحتلال الروماني.
قدر عدد سكان برطانية التاريخية في يناير 2007 بـ 4365500 نسمة منهم، 71% يعيشون في منطقة برطانية بينما يعيش 29% في منطقة وادي اللوار. وفي تعداد عام 1999 كانت أكبر التجمعات الحضرية ننط (711120 نسمة) ورينيه (521188 نسمة) وبرست (303484 نسمة).

## وصلات خارجية
- The official site for Brittany Regional Council
- The official site for Brittany Tourism – Brittany Regional Tourist Board
- Personelezh Breizh e saozneg – Breton identity
- Western France Tourist Board Brittany tourism information